# 特定用途制限地域
特定用途制限地域とは、用途地域が定められていない土地の区域において、その良好な環境の形成又は保持のため該当地域の特性に応じて、合理的な土地利用が行われるよう、制限すべき特定の建築物等の用途の概要を定める地域。

## 概要
非線引区域や準都市計画区域内では、用途地域は必要であれば定めることができるが、必ず定めなければならないというわけではない。そのような用途地域が定められていない土地の区域（白地地域）では、原則として建築できる建築物の種類についての規制がないため、ホテルやパチンコ店などがでたらめに建築され騒音や交通混雑を発生させ、地域の環境を悪くする恐れがある。
そこで都市計画法では、「特定用途制限地域」について「用途地域が定められていない土地の区域内において、その良好な環境の形成又は保持のため当該地域の特性に応じて合理的な土地利用が行われるよう、制限すべき特定の建築物等の用途の概要を定める地域と定めている。
この特定用途制限地域内において、具体的にどのような用途の建築物を制限するかにおいては、その地域の実情に詳しい地方自治体が判断して定めることになっている。